# Магомедов, Бадрутдин Магомедович
Бадрутдин Магомедович Магомедов 3 августа 1943, Какашура Карабудахкентский район Дагестанская АССР, СССР — 13 ноября 2017) — кумыкский поэт и переводчик, редактор, автор многих поэтических сборников. Лауреат Государственной премии Республики Дагестан. Заслуженный работник культуры Дагестана.

## Биография
Родился в 1943 году в селении Какашура Карабудахкентского района Дагестанской АССР.
Известный поэт, переводчик, член Союза писателей СССР 1987 года, автор нескольких поэтических сборников, изданных в разные годы на кумыкском и русском языках.
Отец Темаев Магомед уехал на фронт до его рождения и пропал без вести на фронте.
Бадрутдин окончил школу-интернат на медаль в с. Карабудахкент. Служил в Краснознаменной Каспийской флотилии.
В 1967 г. окончил с отличием Центральную международную комсомольскую школу при ЦК ВЛКСМ в Москве. В 1972 г. окончил филологический факультет Дагестанского государственного университета им. В. И. Ленина и Высшие литературные курсы при Литературном институте им. М. Горького в Москве.
Работал в райкоме комсомола Ленинского (сельского) района ДАССР, редактором кумыкского вещания Гостелерадиокомитета, заведующим литературной частью Кумыкского музыкально-драматического театра им. А.-П. Салаватова, редактором кумыкского выпуска журнала "Литературный Дагестан". В настоящее время — редактор художественной литературы на кумыкском языке Дагестанского книжного издательства.
Член Союза писателей СССР с 1987 года. Член Правления Союза писателей РД.
Публикует свои стихи с 1963 года на страницах республиканских периодических изданий на кумыкском языке.
Первую книгу стихов на родном языке "Доля моя" выпустил в Дагестанском книжном издательстве в 1968 году. В том же издательстве в последующие годы вышли его поэтические сборники "Слезы ночи" (1972), "Изатли" (1978), "Медовые корыта" (1980), "Благая весть" (1985), "Письмо к отцу" (1988). Перу Б. Магоме-дова принадлежат книги, адресованные детскому и юношескому читателю, выпущенные Дагестанским учебно-педагогическим издательством: "Шутка зимы" (1975), "Окно в небо (1990).
Стихи Б. Магомедова переведены на русский язык и выпущены отдельными сборниками в Москве издательством "Современник": "Третья красота" (1981), "Тропа" (1988).
Основные мотивы поэзии Б. Магомедова - любовь и преданность земле отцов, готовность к самопожертвованию во имя высоких целей, призыв беречь и охранять родные истоки.
Б. Магомедов впервые перевел на кумыкский язык "Гамлет" и "Макбет" У. Шекспира, которые изданы отдельной книгой. Пьеса "Макбет" поставлена в Кумыкском музыкально-драматическом театре.
Б. Магомедов - лауреат премии журнала "Дружба народов" за 1981 год